# تپه قلعه کوه امام ولی
تپه قلعه کوه امام ولی مربوط به دوران‌های تاریخی پس از اسلام است و در شهرستان دلیجان، دهستان جاسب، روستای کروگان واقع شده و این اثر در تاریخ ۱۱ دی ۱۳۸۰ با شمارهٔ ثبت ۴۶۱۰ به‌عنوان یکی از آثار ملی ایران به ثبت رسیده است.